# Chodmunier
Die Chodmunier oder Achomi (persisch مردم اچمی, arabisch خودمونية) sind eine persische Volksgruppe, die im Süden Irans in der historischen Region Irahistan lebt. Sie sprechen Achomi. Die meisten von ihnen sind Muslime.

## Siedlungsgebiete
Die Chodmunier leben in den iranischen Provinzen Fars, Kerman, Buschehr und Hormozgan.
Sie sind auch in den Golfstaaten wie Katar, Bahrain, den Vereinigten Arabischen Emiraten und Kuwait beheimatet.